# Publio Vedio Pollione
Publio Vedio Pollione (in latino Publius Vedius Pollio; ... – 15 a.C.) è stato un ricco cavaliere romano.

## Biografia
Proveniva da una famiglia di liberti, ma, ricchissimo, raggiunse l'ordine equestre. Servì egregiamente Augusto come consigliere economico nella riorganizzazione della provincia dell'Asia (27-25 a.C.). Edificò un Caesareum nella propria città natale, Benevento.
Possedeva un'enorme e lussuosa casa sull'Esquilino e una villa a Posillipo. Alla sua morte nel 15 a.C., lasciò parte delle sue ricchezze ad Augusto, il quale fece della villa a Posillipo una propria villa, mentre rase al suolo la lussuosa casa romana per costruirvi sopra il portico di Livia.

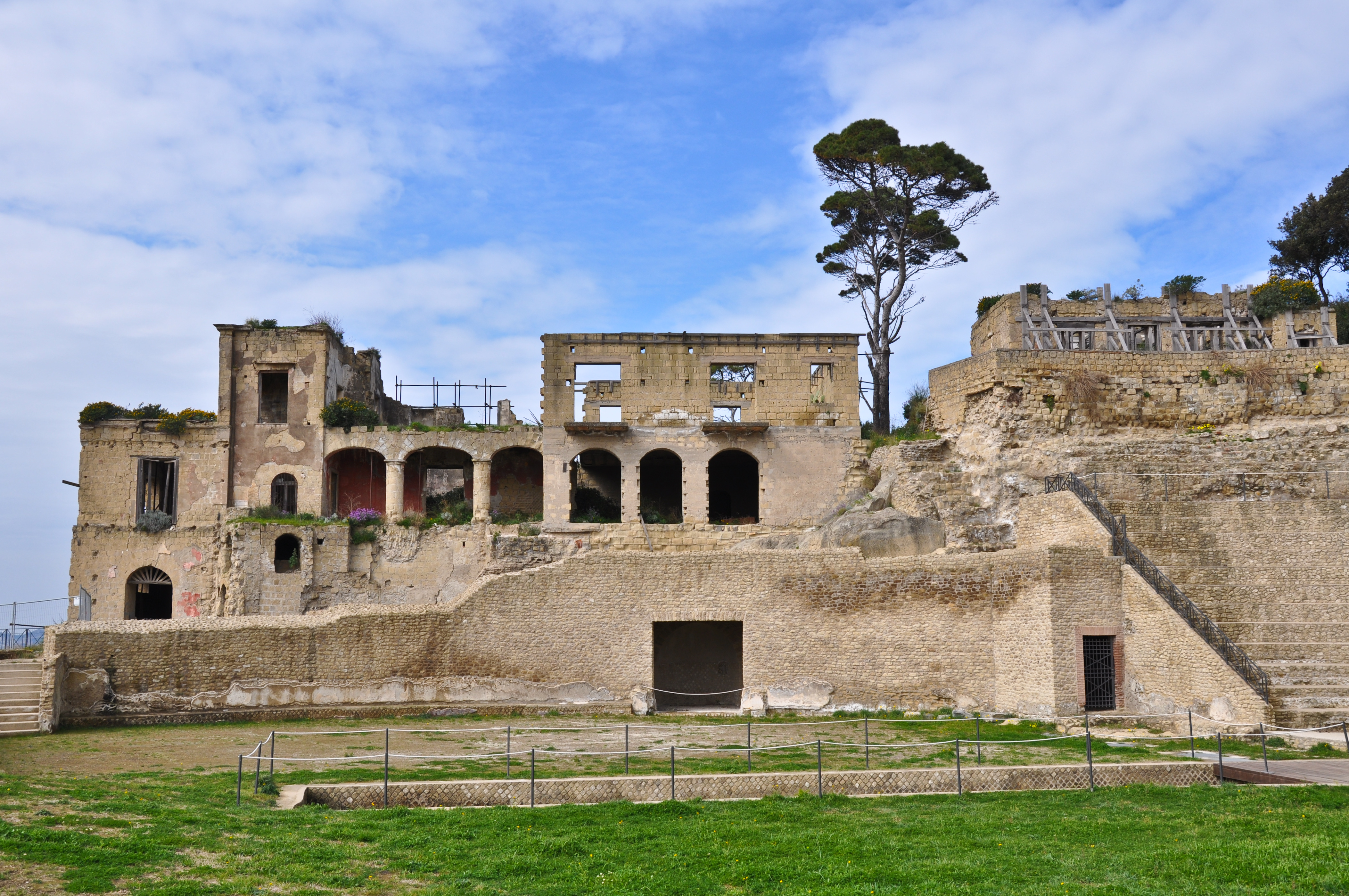
Villa imperiale nel parco archeologico di Posillipo, originariamente appartenuta a Pollione

Aveva una dubbia fama: si racconta che punisse i propri schiavi dandoli in pasto a murene da lui allevate in una piscina. Una volta, durante un banchetto in cui era presente anche Augusto, un giovane schiavo di Vedio ruppe un calice di cristallo. Il padrone ordinò che venisse gettato in pasto alle murene, ma Augusto, impietosito dalle preghiere dello schiavo, cercò di persuadere Pollione al perdono. Siccome Vedio non gli dava ascolto, Augusto chiese di portare tutti i calici simili a quello rotto e anche altre coppe preziose e, dopo che vennero portati tutti i calici, ordinò di romperli tutti. Pollione ovviamente si sdegnò, ma, non potendo punire lo schiavo per quello che anche Augusto aveva commesso, alla fine si calmò.